# Мудрая кровь
«Мудрая кровь» (англ. Wise Blood) — первый роман, написанный американской писательницей Фланнери О’Коннор и опубликованный в 1952 году. Роман был составлен из нескольких разных историй, впервые опубликован в журналах Mademoiselle, The Sewanee Review и Partisan Review. Рекламная кампания проводилась под слоганом «Поиск греха и искупления».
Роман повествует о возвращении со Второй мировой войны ветерана, которого преследует кризис веры, поэтому он решает сформировать антирелигиозное служение в эксцентричном южном городке. Главный герой романа Хейзел Моутс, у которого «война что-то сделала внутри», демобилизовался. Первым делом он избавляется от формы, покупает гражданский костюм и черную шляпу. Затем совершенно неожиданно становится проповедником. Он проповедует церковь без Христа, где слепые не видят, безногие не ходят, а спасение достигается богохульством. Весь роман, по мнению критиков, — это комедия с серьёзным религиозным смыслом.
Сама Фланнери О’Коннор заметила, что этот роман отображает католический взгляд на протестантский мир.
Роман был экранизирован Джоном Хьюстоном в 1979 году.